# RR Большой Медведицы
RR Большой Медведицы (лат. RR Ursae Majoris) — одиночная переменная звезда в созвездии Большой Медведицы на расстоянии (вычисленном из значения параллакса) приблизительно 7928 световых лет (около 2431 парсека) от Солнца. Видимая звёздная величина звезды — от +14,2m до +8,6m.

## Характеристики
RR Большой Медведицы — красная пульсирующая переменная звезда, мирида (M) спектрального класса M4e.